# George Harris (4e baron Harris)
Pour les articles homonymes, voir George Harris (homonymie).
George Robert Canning Harris (3 février 1851 - 24 mars 1932), généralement connu sous le nom de Lord Harris, est un administrateur colonial britannique et gouverneur de Bombay. Il est également un joueur de cricket amateur anglais, principalement actif de 1870 à 1889, qui joue pour le Kent et l'Angleterre en tant que capitaine des deux équipes. Il a une carrière politique de 1885 à 1900 et est pendant une grande partie de sa vie une figure très influente dans l'administration du cricket à travers les postes qu'il a occupés avec le Marylebone Cricket Club (MCC). Il est président de la Kent County Football Association entre 1881 et 1908.

## Jeunesse
L'honorable George Harris est né à St Ann's, Trinidad le 3 février 1851 lorsque son père, George Harris (3e baron Harris), est gouverneur de Trinidad (1846–1854)  et Sarah Cummins. Sa mère est décédée quand il a deux ans. En 1854, la famille déménage à Madras lorsque son père y est nommé gouverneur. Harris senior prend sa retraite en mars 1859 et retourne en Angleterre, où il s'engage avec le Kent County Cricket Club comme membre du comité et, en 1870, président du club.
En 1864, à l'âge de 13 ans, Harris est envoyé au Collège d'Eton pour poursuivre ses études. Son premier match de cricket important est le match Eton contre Harrow en 1868 à Lord's, alors qu'il a dix-sept ans; il marque 23 et 6. En 1870, sa dernière année à Eton, il marque 12 et 7 contre Harrow.
Son père meurt en novembre 1872, après quoi Harris junior devient 4e baron Harris. Il est déjà un joueur de cricket de première classe à l'époque et est désormais universellement connu dans le sport sous le nom de Lord Harris.

## Carrière de cricket
Harris fait ses débuts de première classe pour Kent en 1870 après avoir quitté Eton. En raison de sa position dans la société, il est immédiatement élu au comité du club et est associé au cricket de Kent pour le reste de sa vie. Il monte à Christ Church, Oxford en septembre 1870 et joue pour l'équipe de l'Université d'Oxford de 1871 à 1874. Il est disponible pour jouer pour le Kent dans la seconde moitié de chacune de ces saisons et devient capitaine du comté successivement à South Norton en 1871, bien que sa nomination n'ait été officialisée qu'après son départ d'Oxford. Harris occupe le poste de capitaine du Kent jusqu'en 1889.
Il dirige l'équipe anglaise de cricket en Australie et en Nouvelle-Zélande en 1878–1979 et est une figure centrale des événements du 8 février 1879 lorsqu'une émeute de foule éclate lors d'un match à Sydney. L'équipe a déjà joué un match contre un All-Australie XI au Melbourne Cricket Ground. L'Australie, dirigée par Dave Gregory, remporte le match par 10 guichets.
Harris est capitaine de l'Angleterre contre l'Australie à trois autres reprises. En 1880 à The Oval, dans ce qui est plus tard reconnu comme le test match inaugural en Angleterre, l'Angleterre gagne par 5 guichets. Harris est capitaine de l'Angleterre dans deux des tests disputés en 1884, son équipe remportant par une manche et 5 points à Lord's et tirant le dernier match de la série à The Oval.
La carrière de cricket de première classe de Harris s'étend de 1870 à 1911, avec 42 saisons est l'une des plus longues jamais enregistrées, bien qu'il n'ait fait que sept apparitions après 1889 lorsqu'il quitte le capitanat du Kent, sa carrière de joueur essentielle est donc de 1870 à 1889. Il est apparu dans 224 matchs de première classe, dont quatre matchs de test, en tant que batteur droitier. Il marque 9 990 points au cricket de première classe avec un score le plus élevé de 176 sur onze siècles et tient 190 prises. Il prend 75 guichets avec une meilleure analyse de cinq pour 57. Même dans la vieillesse, il est un joueur de cricket capable, marquant un cinquante pour I Zingari v West Kent à sa 71e année et 25 contre les Pilgrims de Philadelphie chez Lord's, 53 ans après avoir fait sa première apparition en cricket ,.
Harris a une longue association avec Lord's et MCC en tant que joueur et administrateur. En 1862, âgé de onze ans, il pratique chez Lord's. Ce n'est qu'en 1929, à l'âge de 78 ans, qu'il y joue pour la dernière fois, représentant MCC contre Indian Gymkhana . Il est président du MCC en 1895, administrateur de 1906 à 1916 et trésorier de 1916 à 1932. De plus, il est à plusieurs reprises président des sous-comités des finances et du cricket du MCC. Grâce à ces postes, Harris exerce un pouvoir considérable dans le monde du cricket et il est écrit de lui: «Aucun homme n'a exercé une influence aussi forte sur le monde du cricket depuis si longtemps. . . " .
En juillet 1909, Harris préside une réunion de représentants de l'Angleterre, de l'Australie et de l'Afrique du Sud qui lance la Conférence impériale de cricket et convient de règles pour contrôler les tests de cricket entre les trois nations. En 1926, il préside une réunion à l'Ovale, quand il est convenu que «les organes directeurs du cricket dans les pays de l'Empire où les équipes de cricket sont envoyées, ou qui envoient des équipes en Angleterre» devraient être éligibles à l'adhésion à l'ICC. La réunion a pour effet de créer trois nouvelles nations de test: les Antilles, la Nouvelle-Zélande et l'Inde .
Harris est une figure controversée dans le monde du cricket, vénéré par l'establishment du cricket basé sur le MCC  et fortement critiqué ailleurs. Tous ne pensent pas qu'il utilise bien son pouvoir. Alan Gibson écrit un jour qu'il est "un vieux tyran antédiluvien", bien qu'il se soit rétracté plus tard, disant que Harris est une figure plus complexe que cela .

## Carrière politique et militaire

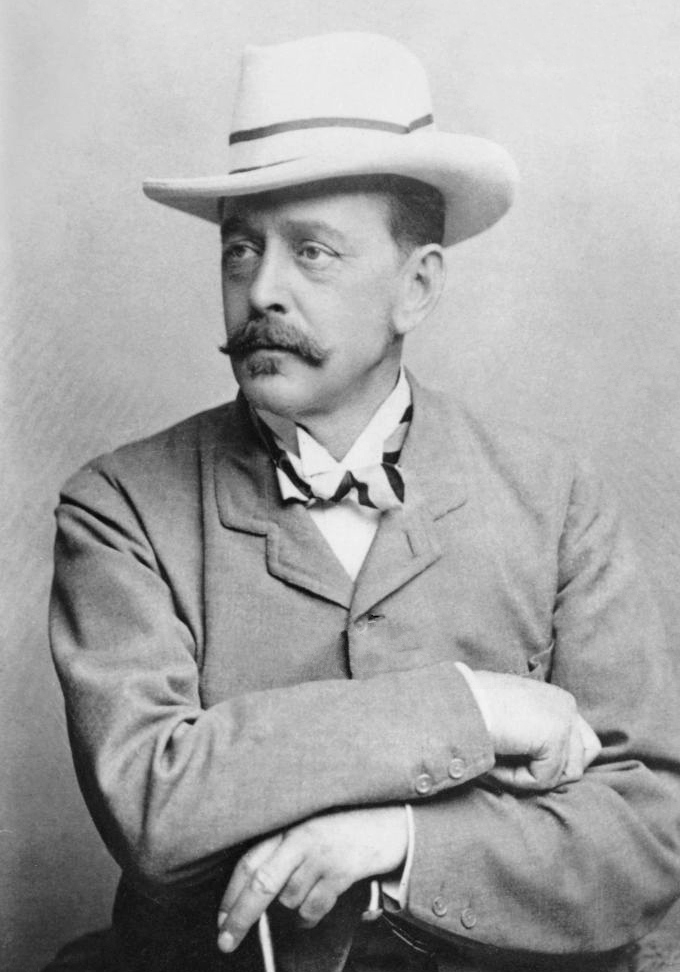
Lord Harris c. 1905

Harris est membre du Parti conservateur, siégeant à la Chambre des lords et est Sous-secrétaire d'État à l'Inde à partir du 25 juin 1885, puis sous-secrétaire d'État parlementaire à la guerre du 4 août 1886 à 1890. Il est nommé gouverneur de la présidence de Bombay dans l'Inde britannique de 1890 à 1895.

### Bombay
Son poste de gouverneur de Bombay n'a pas été sans critiques, avec un écrivain anonyme écrivant un poème exprimant l'espoir que Bombay ne souffrirait pas trop de l'inexpérience politique de Harris. Il est surtout connu pour sa poursuite enthousiaste du cricket parmi ses compatriotes européens dans la colonie, au détriment de la connexion avec la population indigène. Lorsque les émeutes interraciales de Bombay de 1893 éclatent, Harris était hors de la ville à Poona pour assister à des matchs de cricket. Il ne retourne à Bombay que le neuvième jour des émeutes, puis principalement pour assister à un match de cricket là-bas. De nombreux écrivains plus tard attribuent à Harris presque à lui seul l'introduction et le développement du sport en Inde. Le jeu est cependant bien implanté chez les indigènes avant son arrivée. 

### Fin de carrière
À son retour en Angleterre, Harris entre dans le gouvernement conservateur en tant que Lord-in-waiting de la reine Victoria du 16 juillet 1895 au 4 décembre 1900.
Il est nommé lieutenant-colonel aux commandes du Royal East Kent Yeomanry le 6 octobre 1897. Pendant la seconde guerre des Boers, il est Adjudant-Général adjoint pour la Yeomanry Impériale du 28 février 1900, jusqu'à ce qu'il démissionne en avril 1901.

## Famille
Harris est décédé en mars 1932, à l'âge de 82 ans.
Il épouse en 1874 l'honorable Lucy Ada Jervis, fille de Carnegie Robert John Jervis, 3e vicomte St Vincent, et est remplacé à la baronnie par leur fils George Harris, 5e baron Harris.